# Naadir Hassan

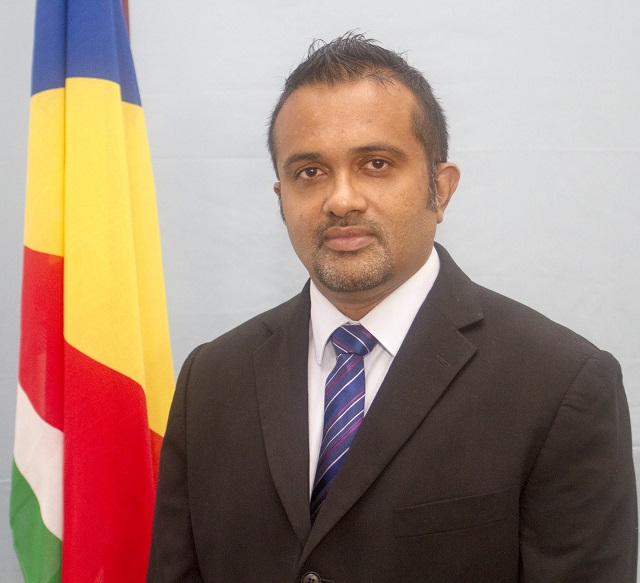
Naadir Hassan

Naadir Nigel Hamid Hassan (geb. 1981 oder 1982) ist ein Politiker und Bankier der Seychellen. Er dient seit dem 3. November 2020 als Minister of Finance, Economic Planning and Trade in Nachfolge von Maurice Loustau-Lalanne.

## Leben
Naadir Hassan stammt aus Anse Royale in den Seychellen. Er hat einen Master in Banking and Finance. 2005 begann er seine Karriere im Ministry of Finance als Analyst. Später diente er als Head of Financial Surveillance (Leiter der Finanzüberwachung) bei der Central Bank of Seychelles. Im August 2020 begann er für Cable & Wireless Worldwide zu arbeiten.
Am 29. Oktober 2020 wurde er zum Minister of Finance, Economic Planning and Trade gewählt.